# Fontcouverte, Aude
Fontcouverte là một xã của Pháp, nằm ở tỉnh Aude trong vùng Occitanie. 
Người dân địa phương trong tiếng Pháp gọi là Fontcouvertois.

## Hành chính
| Danh sách các xã trưởng                |           |                |      |         |
| Giai đoạn                              | Giai đoạn | Tên            | Đảng | Tư cách |
| 2001                                   | 2014      | Alain Calhavel |      |         |
| Tất cả các dữ liệu trước đây không rõ. |           |                |      |         |

## Thông tin nhân khẩu
| Năm | 1962 | 1968 | 1975 | 1982 | 1990 | 1999 |
| --- | ---- | ---- | ---- | ---- | ---- | ---- |
| Dân số | 388  | 397  | 336  | 328  | 333  | 424  |
| From the year 1968 on: No double counting—residents of multiple communes (e.g. students and military personnel) are counted only once. |      |      |      |      |      |      |